# Asira al-Qibliya
Asira al-Qibliya, en arabe : عصيرة القبلية, est un village du gouvernorat de Naplouse en Palestine,  situé à 6 km au sud-ouest de Naplouse, au centre de la Cisjordanie.
Selon le recensement du bureau central palestinien des statistiques, la localité compte une population de 2 935 habitants en 2017.